# Альтдан (замок)
Альтдан (нем. Burg Altdahn) — руины средневекового замка в гористой местности Пфальцский лес в немецкой части горного массива Вазгау, около города Дан в земле Рейнланд-Пфальц, Германия. По своему типу относится к замкам на вершине.

## История

### Ранняя история

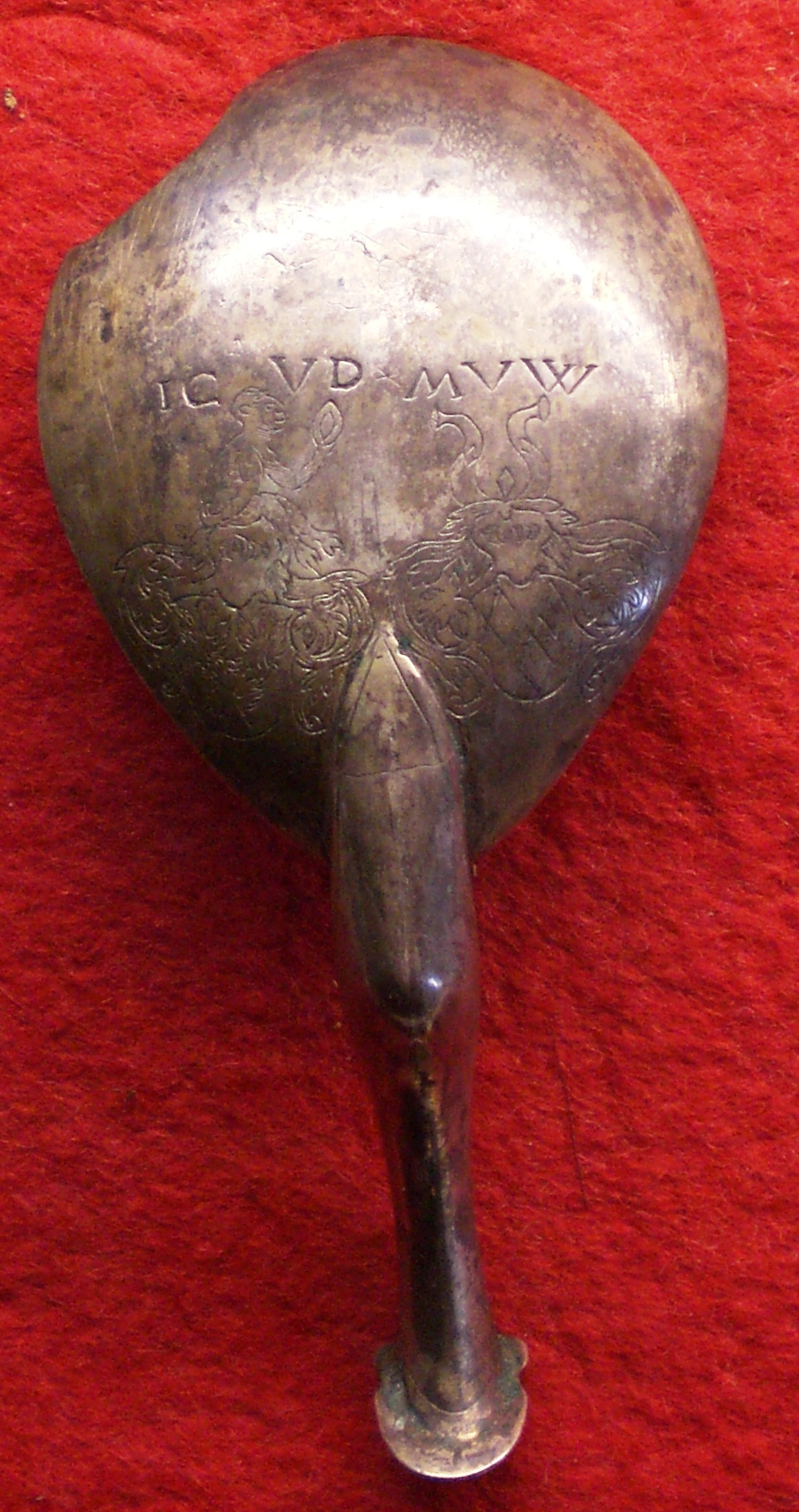
Серебряная ложка с гербом фон Дан, найденная среди развалин

Замок Альтдан, вероятно, был построен в начале XIII века. В 1236 году рыцарь Фридрих фон Дан получил замок в качестве ленного владения от своего сюзерена и родственника Конрада VI фон Дана, епископа Шпайера. 
Замок многократно выдерживал осады, переходил из рук в руки, разрушался и вновь восстанавливался.
Впервые Альтдан был разрушен в 1363 году в ходе конфликта между семьями фон Дан и фон Флекенштайн. Вскоре некий земан (низший рыцарский титул) завладел замком и восстановил его как мог. В 1372 году Альтдан вновь оказался разрушен, земан был изгнан, а епископ Шпайера отремонтировал замок. Но в 1406 году крепость опять была разрушена. На этот раз во время Войны четырёх баронов (дворянской междоусобицы, происходившей с 1405 по 1408 год). После этого стены и башни Альтдана ещё раз восстановили. Но в 1426, а затем в 1438 году в замке произошли сильные пожары.

### Эпоха Возрождения
После двух веков относительного благополучия Альтдан вновь оказался в осаде во время Тридцатилетней войны (1618–1648). 
Наконец в самом начале Войны за Пфальцское наследство замок был разрушен в 1689 году французскими войсками под командованием полководца Эзекиеля Мелака. С тех пор крепость не восстанавливалась.

### XIX век
11 мая 1820 года произошло обрушение сохранявшихся опорных конструкций, в результате которых бывшая крепость окончательно превратилась в руины.
Знаменитый композитор Феликс Мендельсон посетил бывший замок 5 августа 1844 года. Здесь он сделал несколько рисунков живописных руин. В настоящее время эти картины выставлены в музее при замке. Там же находится найденная при раскопках средневековая серебряная ложка с гербом рода фон Дан.
В 1877 году группа энтузиастов по согласованию с правительством Баварии провела первые восстановительные работы.

### XX век
В 1936 году, во время правления Адольфа Гитлера, нацистские власти решили восстановить замок. Однако из-за начавшейся вскоре Второй мировой войны работы не были завершены. 
В 1960 года власти ФРГ приняли решение о продолжении восстановительных работ. Однако в связи со скромным финансированием реконструкция затянулась на десятилетия.

## Вероятность обрушения
В 2007 году в 1100-тонном массивном блоке песчаника, лежащем в основании замка, обнаружились крупные трещины. Если трещины продолжили бы расти, треть замка могла обрушиться. На каменном основании разместили датчики, чтобы наблюдать за дальнейшим развитием событий. Скалу можно было бы закрепить с помощью мощных опор. Однако власти признали эту меру чрезмерно сложной и дорогой. 
После того, как датчики не зарегистрировали никаких изменений в скале, эксперты дали разрешение в июне 2008 года на продолжение реставрационных работ. Однако на всякий случай датчики, следящие за состоянием трещин, были сохранены.

## Расположение
Замок находится на скале на высоте 337 метров над уровнем моря примерно в 1 км к востоку от города Дан. Крепость входит в Данскую группу замков, которая также включает Графендан и Танштайн. Эти три замка были построены в разное время, но в непосредственной близости друг от друга на высоком скалистом гребне. Тип крепости характерен для замков, строившихся в Вогезах и в Верхнем Эльзасе в трех замках Хуссерена. 
Также неподалёку расположены другие достопримечательности: замок Нойдан и живописная отвесная скала Прыжок девы.

## Описание замка
Альтдан построен на двух самых высоких точках горного хребта, который тянется с северо-востока на юго-запад. Общая протяжённость основания замка около 100 метров. Вход в крепость находился на северо-востоке, где сохранилась остатки системы ворот и небольшого рва, который заполняли водой. 
В нижней части замка на севере возвышается башня в форме подковы, на юге — еще одна башня аналогичной формы.
В замке не было колодца и для решения вопросов водоснабжения была выдолблена в скале глубокая цистерна, где скапливалась дождевая вода. 
К изолированной восточной замковой скале можно добраться по узким проходам. 

## Галерея

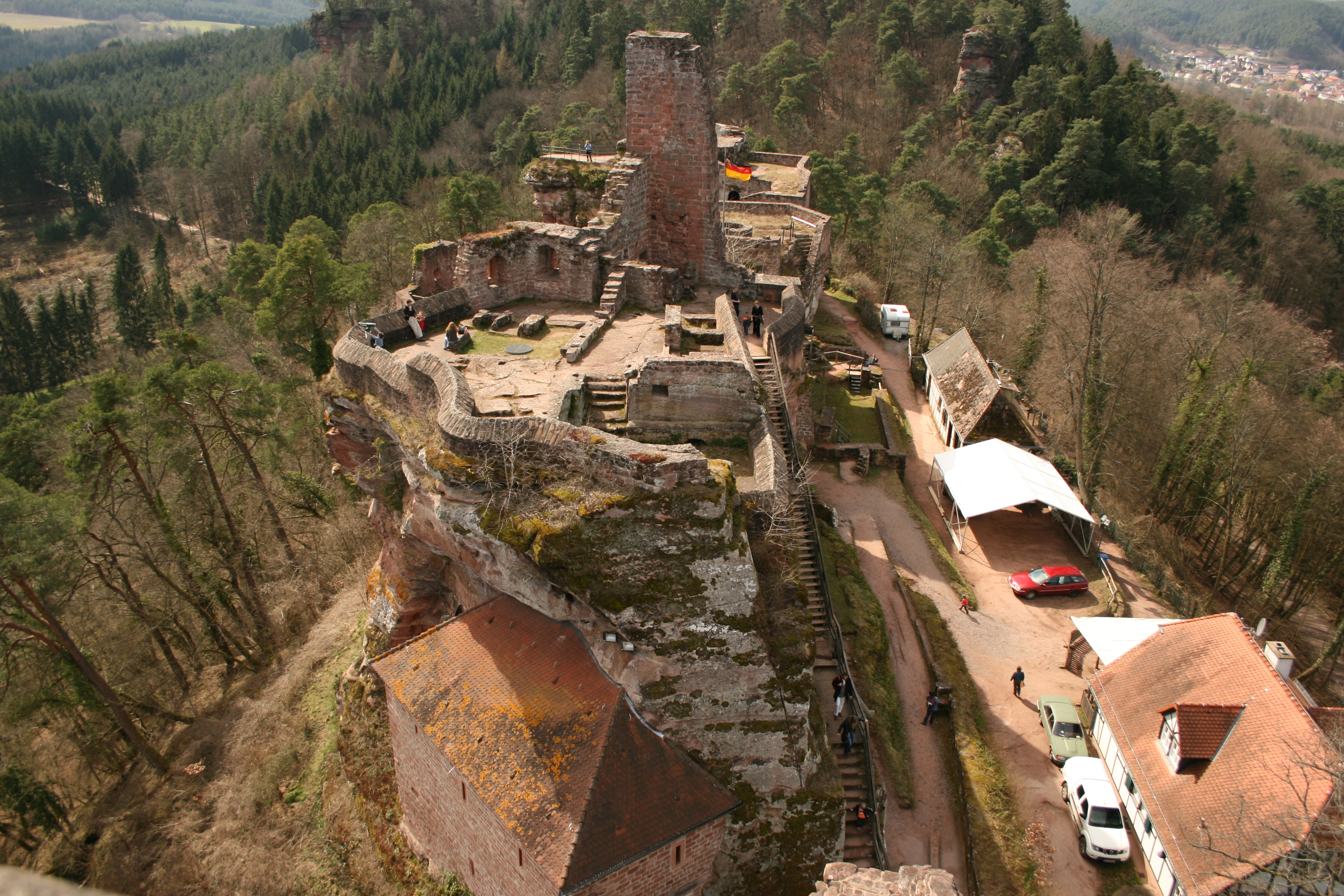
Вид руин замка сверху
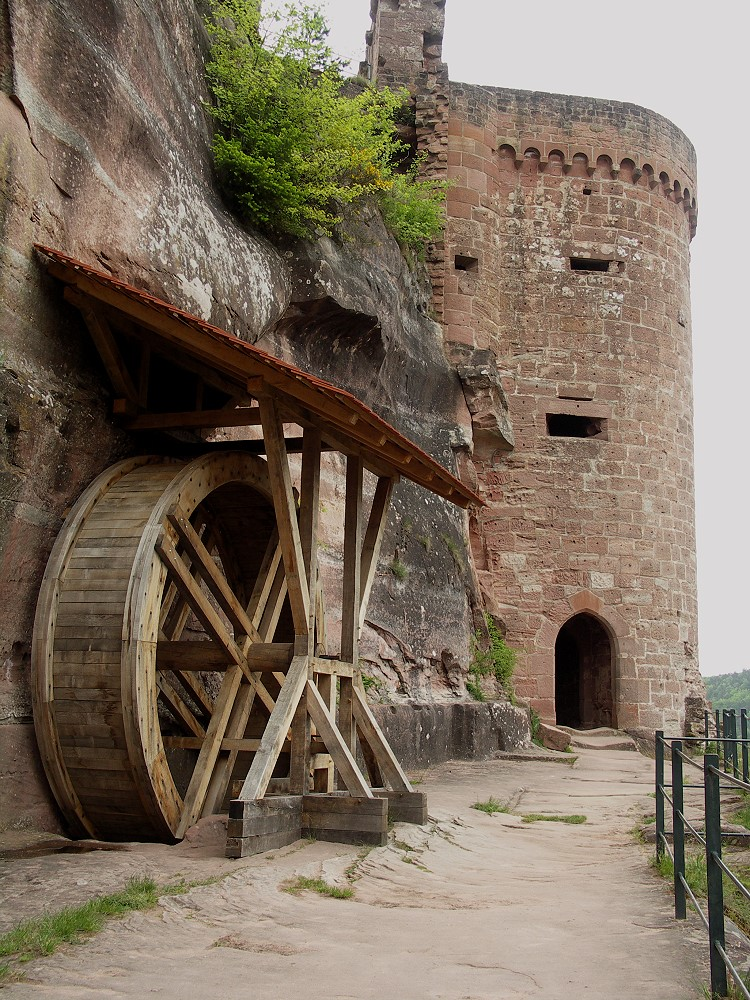
Южная башня и подъёмный кран в виде большого колеса
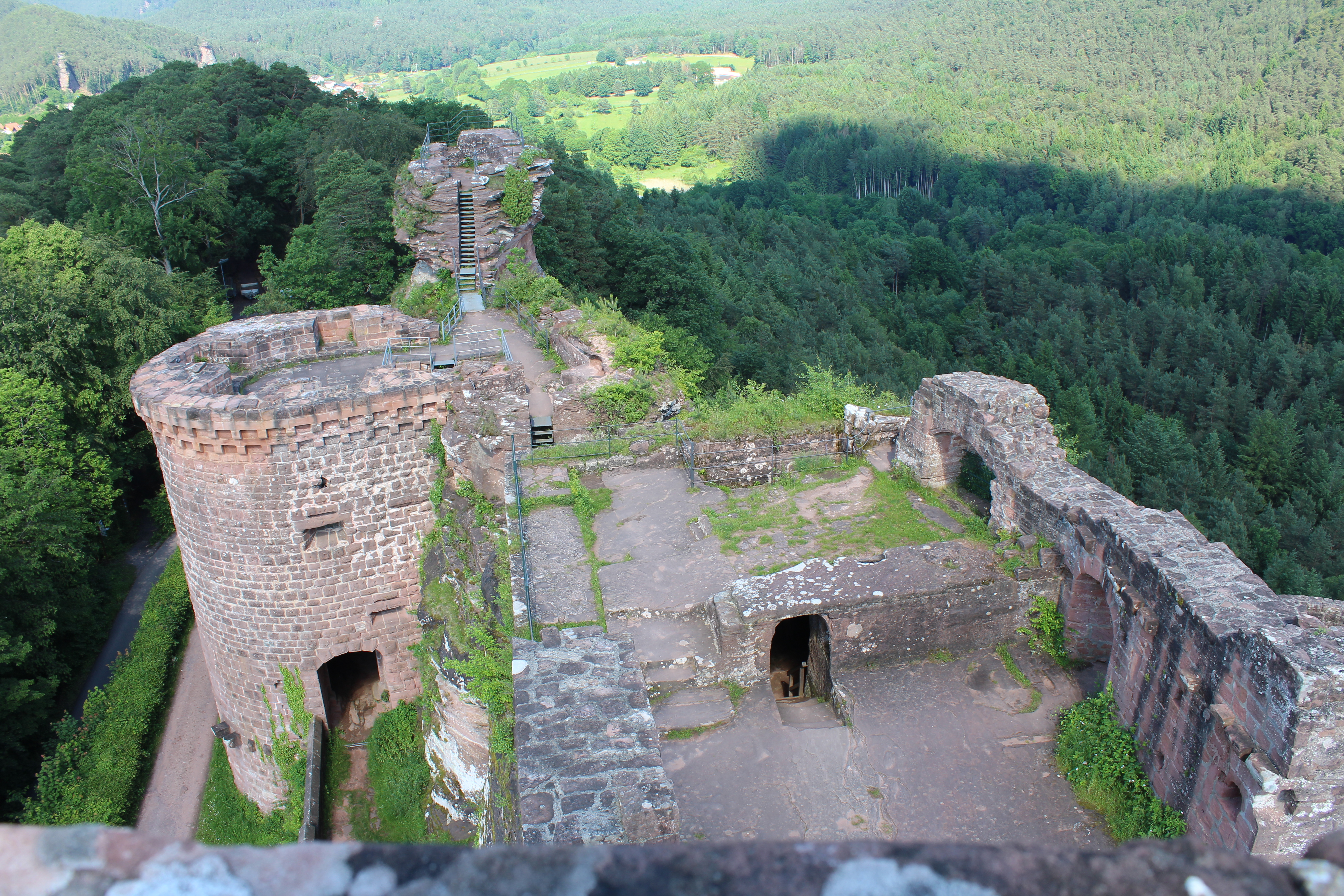
Верхняя часть замка
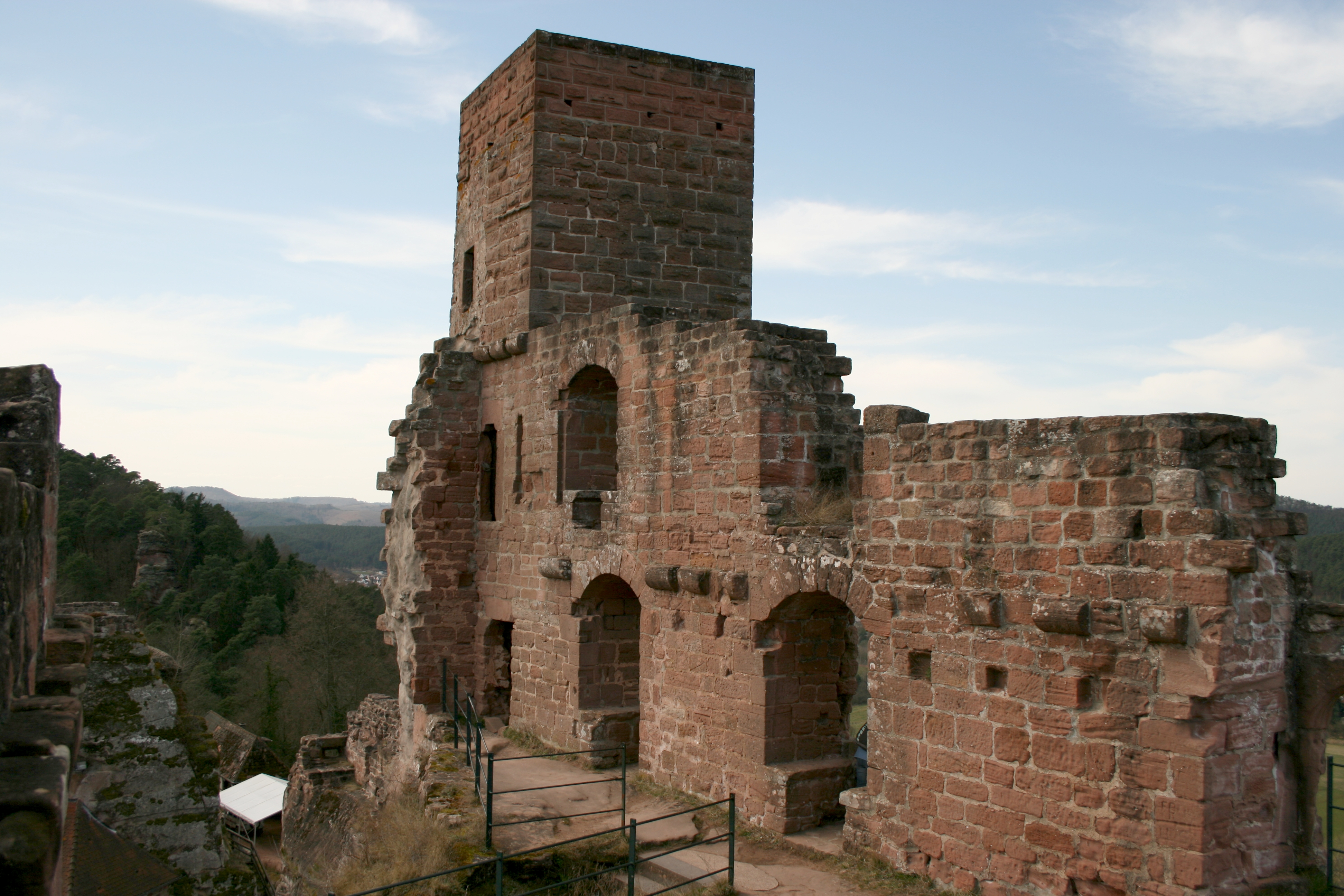
Руины замковой резиденции
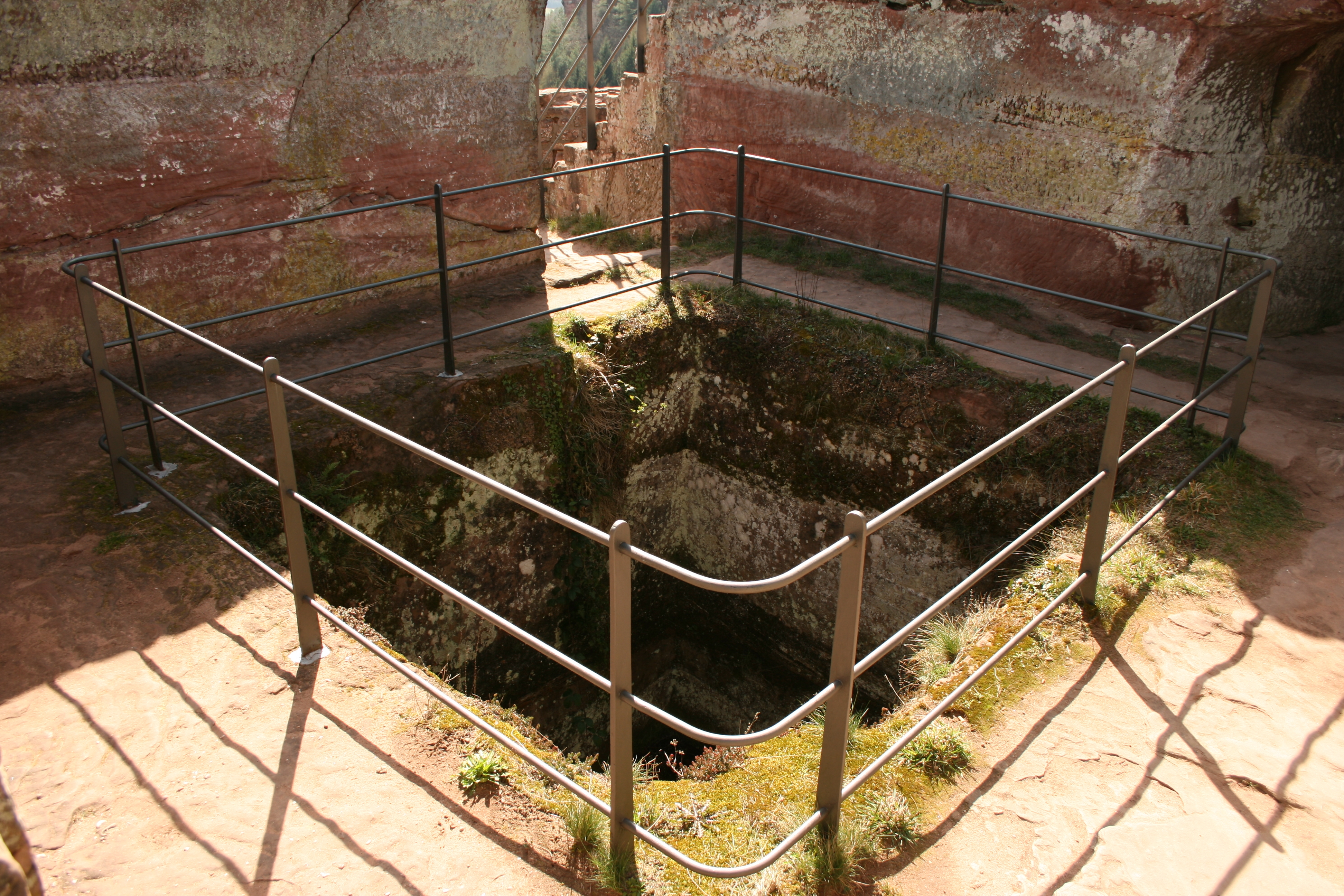
Бывшая цистерна для хранения воды